# 2022 w lotach kosmicznych
Chronologiczna lista startów rakiet nośnych w 2022 roku, których celem było wprowadzenie ładunku na orbitę okołoziemską, w kierunku Księżyca lub na orbitę heliocentryczną.
Kolorem szarym zaznaczone są starty nieudane i częściowe niepowodzenia z powodu awarii rakiety nośnej.
Wszystkie daty podane są według czasu uniwersalnego (UTC).
Flagą oznaczono państwo właściciela rakiety nośnej. Dla rakiet europejskiej spółki Arianespace użyto oznaczenia , a dla rakiet spółek Arianespace / Starsem oznaczenia  . Dla rakiet spółki Rocket Lab startujących z Nowej Zelandii użyto oznaczenia  .
Jako miejsce startu podano nazwę kosmodromu i kompleksu startowego (LC – ang. launch complex)
| Data i godzina startu          | Rakieta               | Miejsce startu                 | Ładunek                                                           | Uwagi |
| ------------------------------ | --------------------- | ------------------------------ | ----------------------------------------------------------------- | --- |
| 6 stycznia 2022, 21:49:10      | Falcon 9 Block 5      | KSC (LC-39A)                   | Starlink v1.5 4-5                                                 | 49 satelitów telekomunikacyjnych Starlink.                                                               |
| 13 stycznia 2022, 15:25:39     | Falcon 9 Block 5      | Cape Canaveral (SLC-40)        | 105 satelitów                                                     | Misja Transporter-3: 105 mikrosatelitów.                                                                 |
| 13 stycznia 2022, 22:51:39     | LauncherOne           | Mojave (Boeing 747-400 N744VG) | 7 mikrosatelitów                                                  | Rakieta wynoszona przez samolot. 7 mikrosatelitów.                                                       |
| 17 stycznia 2022, 02:35        | Chang Zheng 2D        | Taiyuan (LC-9)                 | Shiyan 13                                                         | Tajny satelita.                                                                                          |
| 19 stycznia 2022, 02:02:40     | Falcon 9 Block 5      | KSC (LC-39A)                   | Starlink v1.5 4-6                                                 | 49 satelitów telekomunikacyjnych Starlink.                                                               |
| 21 stycznia 2022, 19:00:00     | Atlas V 551           | Cape Canaveral (SLC-41)        | GSSAP 5, GSSAP 6                                                  | Dwa satelity zwiadu orbity geostacjonarnej.                                                              |
| 25 stycznia 2022, 23:44        | Chang Zheng 4C        | Jiuquan (LC43/94)              | Ludi Tance-1 01A                                                  | Satelita radarowy.                                                                                       |
| 31 stycznia 2022, 23:11:14     | Falcon 9 Block 5      | Cape Canaveral (SLC-40)        | Cosmo-Skymed SG-FM2                                               | Satelita radarowy.                                                                                       |
| 2 lutego 2022, 20:27:26        | Falcon 9 Block 5      | Vandenberg (SLC-4E)            | USA 326                                                           | Tajny satelita rozpoznawczy (misja NROL-87).                                                             |
| 3 lutego 2022, 18:13:20        | Falcon 9 Block 5      | KSC (LC-39A)                   | Starlink v1.5 4-7                                                 | 49 satelitów telekomunikacyjnych Starlink.                                                               |
| 5 lutego 2022, 07:00:00        | Sojuz 2.1a/Fregat     | Plesieck (LC-43/4)             | Kosmos 2553                                                       | Satelita radarowy Neitron No.1                                                                           |
| 10 lutego 2022, 18:09:37       | Sojuz-ST-B/Fregat-MT  | Kourou (ELS)                   | OneWeb L13                                                        | 34 satelity telekomunikacyjne OneWeb.                                                                    |
| 10 lutego 2022, 20:00          | Astra Rocket 3.3      | Cape Canaveral (SLC-46)        | BAMA 1, INCA, QubeSat, R5-S1                                      | Awaria podczas oddzielenia osłony aerodynamicznej.                                                       |
| 14 lutego 2022, 00:29:00       | PSLV–XL               | Satish Dhawan (FLP)            | RISAT 1A (EOS 04), INS-2TD, INSPIREsat 1                          | Satelita radarowy i dwa mikrosatelity.                                                                   |
| 15 lutego 2022, 04:25:39       | Sojuz 2.1a            | Bajkonur (LC-31/6)             | Progress MS-19                                                    | Statek transportowy do Międzynarodowej Stacji Kosmicznej.                                                |
| 19 lutego 2022, 17:40:07       | Antares 230+          | Wallops (LA-0A)                | Cygnus NG-17                                                      | Statek transportowy do Międzynarodowej Stacji Kosmicznej.                                                |
| 21 lutego 2022, 14:44:20       | Falcon 9 Block 5      | Cape Canaveral (SLC-40)        | Starlink v1.5 4-8                                                 | 46 satelitów telekomunikacyjnych Starlink.                                                               |
| 25 lutego 2022, 17:12:10       | Falcon 9 Block 5      | Vandenberg (SLC-4E)            | Starlink v1.5 4-11                                                | 50 satelitów telekomunikacyjnych Starlink.                                                               |
| 26 lutego 2022, 23:44          | Chang Zheng 4C        | Jiuquan (LC43/94)              | Ludi Tance-1 01B                                                  | Satelita radarowy.                                                                                       |
| 27 lutego 2022, 03:06:28       | Chang Zheng 8         | Wenchang (LC-201)              | 22 satelity                                                       | Pierwszy start nowej wersji rakiety nośnej. 22 satelity.                                                 |
| 28 lutego 2022, 20:37:25       | Electron              | Māhia (LC-1B)                  | StriX-β                                                           | Satelita radarowy.                                                                                       |
| 1 marca 2022, 21:38:00         | Atlas V 541           | Cape Canaveral (SLC-41)        | GOES-T                                                            | Satelita meteorologiczny na orbicie geostacjonarnej.                                                     |
| 3 marca 2022, 14:25            | Falcon 9 Block 5      | KSC (LC-39A)                   | Starlink v1.5 4-9                                                 | 47 satelitów telekomunikacyjnych Starlink.                                                               |
| 5 marca 2022, 06:01            | Chang Zheng 2C        | Xichang (LC-3)                 | Yinhe 2-01, ..., 2-06, Xingyuan 2                                 | 6 satelitów telekomunikacyjnych i mikrosatelita.                                                         |
| 8 marca 2022, 05:06            | Qased                 | Shahroud (LC-1)                | Noor 2                                                            | Wojskowy satelita teledetekcyjny.                                                                        |
| 9 marca 2022, 13:45:10         | Falcon 9 Block 5      | Cape Canaveral (SLC-40)        | Starlink v1.5 4-10                                                | 48 satelitów telekomunikacyjnych Starlink.                                                               |
| 15 marca 2022, 16:22           | Astra Rocket 3.3      | Kodiak (LP-3B)                 | S4 Crossover, OreSat0, SpaceBEE 112, ..., 131                     | 21 mikrosatelitów i nieoddzielany ładunek technologiczny.                                                |
| 17 marca 2022, 07:09           | Chang Zheng 4C        | Jiuquan (LC43/94)              | Yaogan 34-02                                                      | Satelita rozpoznania optycznego.                                                                         |
| 18 marca 2022, 15:55:18        | Sojuz 2.1a            | Bajkonur (LC-31/6)             | Sojuz MS-21                                                       | Statek załogowy do Międzynarodowej Stacji Kosmicznej.                                                    |
| 19 marca 2022, 04:42:30        | Falcon 9 Block 5      | Cape Canaveral (SLC-40)        | Starlink v1.5 4-12                                                | 53 satelity telekomunikacyjne Starlink.                                                                  |
| 22 marca 2022, 12:48           | Sojuz 2.1a/Fregat     | Plesieck (LC-43/3)             | Meridian-M No.20L                                                 | Wojskowy satelita telekomunikacyjny.                                                                     |
| 29 marca 2022, 09:50           | Chang Zheng 6A        | Taiyuan (LC-16)                | Tiankun-2, Pujiang-2                                              | Pierwszy start nowej wersji rakiety nośnej.                                                              |
| 30 marca 2022, 02:29           | Chang Zheng 11        | Jiuquan (LC43/95B)             | Tianping 2A, 2B, 2C                                               | Trzy satelity kalibracji radarów naziemnych.                                                             |
| 1 kwietnia 2022, 16:24:17      | Falcon 9 Block 5      | Cape Canaveral (SLC-40)        | 40 satelitów                                                      | Misja Transporter-4: 40 satelitów.                                                                       |
| 2 kwietnia 2022, 12:41:38      | Electron              | Māhia (LC-1A)                  | BlackSky 18, 20                                                   | Dwa satelity teledetekcyjne.                                                                             |
| 6 kwietnia 2022, 23:47         | Chang Zheng 4C        | Jiuquan (LC43/94)              | Gaofen 3-03                                                       | Satelita radarowy.                                                                                       |
| 7 kwietnia 2022, 11:20:18      | Sojuz 2.1b            | Plesieck (LC-43/3)             | Kosmos 2554                                                       | Satelita rozpoznania elektronicznego Lotos-S1 No. 5.                                                     |
| 8 kwietnia 2022, 15:17:12      | Falcon 9 Block 5      | KSC (LC-39A)                   | Axiom Mission 1                                                   | Statek załogowy do Międzynarodowej Stacji Kosmicznej.                                                    |
| 15 kwietnia 2022, 12:00        | Chang Zheng 3B/G3     | Xichang (LC-2)                 | Zhongxing-6D                                                      | Satelita telekomunikacyjny na orbicie geostacjonarnej.                                                   |
| 15 kwietnia 2022, 18:15        | Chang Zheng 4C        | Taiyuan (LC-9)                 | Daqi 1                                                            | Satelita badawczy atmosfery.                                                                             |
| 17 kwietnia 2022, 13:13:12     | Falcon 9 Block 5      | Vandenberg (SLC-4E)            | USA 327                                                           | Misja NROL-85. Dwa satelity rozpoznania elektronicznego mórz (Intruder 13A i 13B).                       |
| 21 kwietnia 2022, 17:51:40     | Falcon 9 Block 5      | Cape Canaveral (SLC-40)        | Starlink v1.5 4-14                                                | 53 satelity telekomunikacyjne Starlink.                                                                  |
| 27 kwietnia 2022, 07:52:55     | Falcon 9 Block 5      | KSC (LC-39A)                   | SpaceX Crew-4                                                     | Statek załogowy do Międzynarodowej Stacji Kosmicznej.                                                    |
| 29 kwietnia 2022, 04:11:33     | Chang Zheng 2C        | Jiuquan (LC43/94)              | Siwei Gaojing 1-01, 1-02                                          | Dwa satelity teledetekcyjne.                                                                             |
| 29 kwietnia 2022, 19:55:22     | Angara-1.2            | Plesieck (LC-35/1)             | Kosmos-2555                                                       | Pierwszy start nowego typu rakiety nośnej. Wojskowy satelita teledetekcyjny EMKA No. 2.                  |
| 29 kwietnia 2022, 21:27:10     | Falcon 9 Block 5      | Cape Canaveral (SLC-40)        | Starlink v1.5 4-16                                                | 53 satelity telekomunikacyjne Starlink.                                                                  |
| 30 kwietnia 2022, 03:30        | Chang Zheng 11H       | Morze Żółte (Tai Rui)          | Jilin-1 Gaofen-04A, Jilin-1 Gaofen-03D-04,..., 03D-07             | Start z barki morskiej. Pięć satelitów teledetekcyjnych.                                                 |
| 2 maja 2022, 22:49:52          | Electron              | Māhia (LC-1A)                  | 34 satelity                                                       | 34 mikrosatelity. Próba przechwycenia pierwszego stopnia rakiety podczas opadania na spadochronie.       |
| 5 maja 2022, 02:38             | Chang Zheng 2D        | Taiyuan (LC-9)                 | Jilin-1 Kuanfu-01C, Jilin-1 Gaofen-03D-27, ..., 03D-33            | Osiem satelitów teledetekcyjnych.                                                                        |
| 6 maja 2022, 09:42:00          | Falcon 9 Block 5      | KSC (LC-39A)                   | Starlink v1.5 4-17                                                | 53 satelity telekomunikacyjne Starlink.                                                                  |
| 9 maja 2022, 17:56:37          | Chang Zheng 7         | Wenchang (LC-201)              | Tianzhou 4                                                        | Statek transportowy do stacji kosmicznej Tiangong.                                                       |
| 13 maja 2022, 07:09            | Shuang Quxian-1       | Jiuquan (LC-43/95A)            | Jilin-1 Mofang-01A(R)                                             | Awaria drugiego stopnia rakiety.                                                                         |
| 13 maja 2022, 22:07:50         | Falcon 9 Block 5      | Vandenberg (SLC-4E)            | Starlink v1.5 4-13                                                | 53 satelity telekomunikacyjne Starlink.                                                                  |
| 14 maja 2022, 20:40:50         | Falcon 9 Block 5      | Cape Canaveral (SLC-40)        | Starlink v1.5 4-15                                                | 53 satelity telekomunikacyjne Starlink.                                                                  |
| 18 maja 2022, 10:59:40         | Falcon 9 Block 5      | KSC (LC-39A)                   | Starlink v1.5 4-18                                                | 53 satelity telekomunikacyjne Starlink.                                                                  |
| 19 maja 2022, 08:03:32         | Sojuz 2.1a            | Plesieck (LC-43/4)             | Kosmos 2556                                                       | Satelita rozpoznania optycznego Bars-M No.3.                                                             |
| 19 maja 2022, 22:54:47         | Atlas V N22           | Cape Canaveral (SLC-41)        | Boe OFT-2                                                         | Bezzałogowy lot próbny statku Starliner do Międzynarodowej Stacji Kosmicznej.                            |
| 20 maja 2022, 10:30            | Chang Zheng 2C/YZ-1S  | Jiuquan (LC43/94)              | CGSTL LEO Test Sat 1, 2, DTSW                                     | Trzy satelity telekomunikacyjne.                                                                         |
| 25 maja 2022, 18:35:00         | Falcon 9 Block 5      | Cape Canaveral (SLC-40)        | 59 satelitów                                                      | Misja Transporter-5: 59 satelitów.                                                                       |
| 2 czerwca 2022, 04:00          | Chang Zheng 2C        | Xichang (LC-3)                 | Geely Xingguo 01-01, ..., 01-09                                   | Dziewięć satelitów nawigacyjnych.                                                                        |
| 3 czerwca 2022, 09:32:20       | Sojuz 2.1a            | Bajkonur (LC-31/6)             | Progress MS-20                                                    | Statek transportowy do Międzynarodowej Stacji Kosmicznej.                                                |
| 5 czerwca 2022, 02:44:10       | Chang Zheng 2F        | Jiuquan (LC-43/91)             | Shenzhou 14                                                       | Statek załogowy do stacji kosmicznej Tiangong.                                                           |
| 8 czerwca 2022, 21:04          | Falcon 9 Block 5      | Cape Canaveral (SLC-40)        | Nilesat 301                                                       | Satelita telekomunikacyjny na orbicie geostacjonarnej.                                                   |
| 12 czerwca 2022, 17:43         | Astra Rocket 3.3      | Cape Canaveral (SLC-46)        | TROPICS 1, 2                                                      | Awaria drugiego stopnia rakiety.                                                                         |
| 17 czerwca 2022, 16:09:20      | Falcon 9 Block 5      | KSC (LC-39A)                   | Starlink v1.5 4-19                                                | 53 satelity telekomunikacyjne Starlink.                                                                  |
| 18 czerwca 2022, 14:19:52      | Falcon 9 Block 5      | Vandenberg (SLC-4E)            | SARah 1                                                           | Wojskowy satelita radarowy.                                                                              |
| 19 czerwca 2022, 04:27:36      | Falcon 9 Block 5      | Cape Canaveral (SLC-40)        | Globalstar-2 M087, USA 328, ..., 331                              | Satelita telekomunikacyjny i cztery tajne satelity.                                                      |
| 21 czerwca 2022, 07:00         | Nuri                  | Naro (LP-2)                    | PVSAT, STEP Cube Lab 2, MIMAN, RANDEV, SNUGLITE 2, symulator masy | Satelita technologiczny, cztery mikrosatelity i symulator masy.                                          |
| 22 czerwca 2022, 02:08         | Kuaizhou-1A           | Jiuquan (LP-43/95B)            | Tianxing-1                                                        | Satelita naukowy?                                                                                        |
| 22 czerwca 2022, 21:50         | Ariane 5ECA+          | Kourou (ELA-3)                 | MEASAT-3d, GSAT-24                                                | Dwa satelity telekomunikacyjne na orbicie geostacjonarnej.                                               |
| 23 czerwca 2022, 02:22         | Chang Zheng 2D        | Xichang (LC-3)                 | Yaogan 35-02A, B, C                                               | Trzy satelity zwiadu elektronicznego.                                                                    |
| 27 czerwca 2022, 15:46         | Chang Zheng 4C        | Jiuquan (LC43/94)              | Gaofen 12-03                                                      | Satelita radarowy.                                                                                       |
| 28 czerwca 2022, 09:55:52      | Electron/Lunar Photon | Māhia (LC-1B)                  | CAPSTONE                                                          | Sonda księżycowa.                                                                                        |
| 29 czerwca 2022, 21:04         | Falcon 9 Block 5      | Cape Canaveral (SLC-40)        | SES-22                                                            | Satelita telekomunikacyjny na orbicie geostacjonarnej.                                                   |
| 30 czerwca 2022, 12:32         | PSLV-CA               | Satish Dhawan (SLP)            | DS-EO, NeuSAR, SCOOB 1, POEM                                      | 4 satelity, w tym teledetekcyjny DS-EO i radarowy NeuSAR.                                                |
| 1 lipca 2022, 23:15:00         | Atlas V 541           | Cape Canaveral (SLC-41)        | WFOV, USSF-12 Ring                                                | Dwa satelity na orbicie geostacjonarnej: wczesnego ostrzegania WFOV i technologiczny? USSF-12 Ring.      |
| 2 lipca 2022, 06:52:58         | LauncherOne           | Mojave (Boeing 747-400 N744VG) | 8 mikrosatelitów                                                  | Rakieta wynoszona przez samolot. 8 mikrosatelitów.                                                       |
| 7 lipca 2022, 09:18:06         | Sojuz 2.1b/Fregat     | Plesieck (LC-43/4)             | Kosmos 2557                                                       | Satelita nawigacyjny Głonass-K No. 16Ł.                                                                  |
| 7 lipca 2022, 13:11:10         | Falcon 9 Block 5      | Cape Canaveral (SLC-40)        | Starlink v1.5 4-21                                                | 53 satelity telekomunikacyjne Starlink.                                                                  |
| 11 lipca 2022, 01:39:40        | Falcon 9 Block 5      | Vandenberg (SLC-4E)            | Starlink v1.5 3-1                                                 | 46 satelitów telekomunikacyjnych Starlink.                                                               |
| 12 lipca 2022, 16:30           | Chang Zheng 3B/E      | Xichang (LC-3)                 | Tianlian 2-03                                                     | Satelita przekazu danych na orbicie geostacjonarnej.                                                     |
| 13 lipca 2022, 06:30           | Electron              | Māhia (LC-1A)                  | USA 334                                                           | Tajny satelita rozpoznawczy (misja NROL-162).                                                            |
| 13 lipca 2022,13:13            | Vega-C                | Kourou (ELV)                   | 7 satelitów                                                       | Pierwszy start nowej wersji rakiety nośnej. Satelita geodezyjny LARES 2 i 6 mikrosatelitów.              |
| 15 lipca 2022, 00:44:22        | Falcon 9 Block 5      | KSC (LC-39A)                   | SpaceX CRS-25                                                     | Statek transportowy do Międzynarodowej Stacji Kosmicznej.                                                |
| 15 lipca 2022, 22:57           | Chang Zheng 2C        | Taiyuan                        | Siwei Gaojing 2-01, 2-02                                          | Dwa satelity radarowe.                                                                                   |
| 17 lipca 2022, 14:20:00        | Falcon 9 Block 5      | Cape Canaveral (SLC-40)        | Starlink v1.5 4-22                                                | 53 satelity telekomunikacyjne Starlink.                                                                  |
| 22 lipca 2022, 17:39:40        | Falcon 9 Block 5      | Vandenberg (SLC-4E)            | Starlink v1.5 3-2                                                 | 46 satelitów telekomunikacyjnych Starlink.                                                               |
| 24 lipca 2022, 06:22:32        | Chang Zheng 5B        | Wenchang (LC-101)              | Wentian                                                           | Moduł naukowy do stacji kosmicznej Tiangong.                                                             |
| 24 lipca 2022, 13:38:20        | Falcon 9 Block 5      | KSC (LC-39A)                   | Starlink v1.5 4-25                                                | 53 satelity telekomunikacyjne Starlink.                                                                  |
| 27 lipca 2022, 04:12           | Lijian-1              | Jiuquan (LC43/130)             | 6 satelitów                                                       | Pierwszy start nowego typu rakiety nośnej. Satelita technologiczny i pięć mikrosatelitów.                |
| 29 lipca 2022, 13:28           | Chang Zheng 2D        | Xichang (LC-3)                 | Yaogan 35-03A, B, C                                               | Trzy satelity zwiadu elektronicznego.                                                                    |
| 1 sierpnia 2022, 20:25:48      | Sojuz 2.1w/Wołga      | Plesieck (LC-43/4)             | Kosmos 2558                                                       | Satelita rozpoznania optycznego.                                                                         |
| 4 sierpnia 2022, 03:08         | Chang Zheng 4B        | Taiyuan (LC-9)                 | Goumang, HEAD-2G, Minhang Shaonian Xing                           | Satelita monitorowania środowiska i dwa mikrosatelity.                                                   |
| 4 sierpnia 2022, 05:00         | Electron              | Māhia (LC-1B)                  | USA 335                                                           | Tajny satelita rozpoznawczy (misja NROL-199).                                                            |
| 4 sierpnia 2022, 10:29:00      | Atlas V 421           | Cape Canaveral (SLC-41)        | SBIRS GEO-6                                                       | Satelita wczesnego ostrzegania na orbicie geostacjonarnej.                                               |
| 4 sierpnia 2022, 16:02         | Chang Zheng 2F/T      | Jiuquan (LC-43/91)             | Kechongfushiyong Shiyan Hangtianqi                                | Eksperymentalny samolot kosmiczny (drugi lot).                                                           |
| 4 sierpnia 2022, 23:08:48      | Falcon 9 Block 5      | Cape Canaveral (SLC-40)        | Danuri                                                            | Sonda księżycowa.                                                                                        |
| 7 sierpnia 2022, 03:48:00      | SSLV                  | Satish Dhawan (FLP)            | EOS-02, AzaadiSAT                                                 | Pierwszy start nowego typu rakiety nośnej. Awaria czwartego stopnia.                                     |
| 9 sierpnia 2022, 03:11         | Gushenxing-1          | Jiuquan (LC-43/95A)            | Taijing-1 01, 02, Donghai 1                                       | 3 mikrosatelity.                                                                                         |
| 9 sierpnia 2022, 05:52:38      | Sojuz 2.1b/Fregat     | Bajkonur (LC-31/6)             | Chaijam + 16 mikrosatelitów                                       | Satelita teledetekcyjny Chaijam i 16 mikrosatelitów.                                                     |
| 10 sierpnia 2022, 02:14:40     | Falcon 9 Block 5      | KSC (LC-39A)                   | Starlink v1.5 4-26                                                | 52 satelity telekomunikacyjne Starlink.                                                                  |
| 10 sierpnia 2022, 04:50        | Chang Zheng 6         | Taiyuan (LC-16)                | 16 satelitów                                                      | 10 satelitów teledetekcyjnych Jilin-1 Gaofen-03D i 6 satelitów Jilin-1 Yunyao-1.                         |
| 12 sierpnia 2022, 21:40:20     | Falcon 9 Block 5      | Vandenberg (SLC-4E)            | Starlink v1.5 3-3                                                 | 46 satelitów telekomunikacyjnych Starlink.                                                               |
| 19 sierpnia 2022, 17:37        | Chang Zheng 2D        | Xichang (LC-3)                 | Yaogan 35-04A, B, C                                               | Trzy satelity zwiadu elektronicznego.                                                                    |
| 19 sierpnia 2022, 19:21:20     | Falcon 9 Block 5      | Cape Canaveral (SLC-40)        | Starlink v1.5 4-27                                                | 53 satelity telekomunikacyjne Starlink.                                                                  |
| 23 sierpnia 2022, 02:36        | Kuaizhou-1A           | Xichang                        | Chuanxing-16A i B                                                 | Dwa satelity technologiczne?                                                                             |
| 24 sierpnia 2022, 03:01        | Chang Zheng 2D        | Taiyuan (LC-9)                 | Beijing 3B                                                        | Satelita teledetekcyjny.                                                                                 |
| 28 sierpnia 2022, 03:41:20     | Falcon 9 Block 5      | Cape Canaveral (SLC-40)        | Starlink v1.5 4-23                                                | 54 satelity telekomunikacyjne Starlink.                                                                  |
| 31 sierpnia 2022, 05:40:10     | Falcon 9 Block 5      | Vandenberg (SLC-4E)            | Starlink v1.5 3-4                                                 | 46 satelitów telekomunikacyjnych Starlink.                                                               |
| 2 września 2022, 23:44         | Chang Zheng 4C        | Jiuquan (LC43/94)              | Yaogan 33-02                                                      | Satelita radarowy.                                                                                       |
| 5 września 2022, 02:09:40      | Falcon 9 Block 5      | Cape Canaveral (SLC-40)        | Starlink v1.5 4-20, Sherpa-LTC2 (Varuna-TDM)                      | 51 satelitów telekomunikacyjnych Starlink i satelita technologiczny.                                     |
| 6 września 2022, 02:24:30      | Kuaizhou-1A           | Jiuquan (LP-43/95B)            | Weili Kongjian 1-S3, 1-S4                                         | Dwa satelity nawigacyjne.                                                                                |
| 6 września 2022, 04:19         | Chang Zheng 2D        | Xichang (LC-3)                 | Yaogan 35-05A, B, C                                               | Trzy satelity zwiadu elektronicznego.                                                                    |
| 7 września 2022, 21:45         | Ariane 5ECA+          | Kourou (ELA-3)                 | Eutelsat Konnect VHTS                                             | Satelita telekomunikacyjny na orbicie geostacjonarnej.                                                   |
| 11 września 2022, 01:20:00     | Falcon 9 Block 5      | KSC (LC-39A)                   | Starlink v1.5 4-2, BlueWalker 3                                   | 34 satelity telekomunikacyjne Starlink i satelita technologiczny.                                        |
| 13 września 2022, 13:18:47     | Chang Zheng 7A        | Wenchang (LC-201)              | Zhongxing-1E                                                      | Wojskowy satelita telekomunikacyjny na orbicie geostacjonarnej.                                          |
| 15 września 2022, 20:38        | Electron              | Māhia (LC-1B)                  | StriX-1                                                           | Satelita radarowy.                                                                                       |
| 19 września 2022, 00:18:40     | Falcon 9 Block 5      | Cape Canaveral (SLC-40)        | Starlink v1.5 4-34                                                | 54 satelity telekomunikacyjne Starlink.                                                                  |
| 20 września 2022, 23:15        | Chang Zheng 2D        | Jiuquan                        | Yunhai-1 03                                                       | Satelita meteorologiczny.                                                                                |
| 21 września 2022, 13:54:49     | Sojuz 2.1a            | Bajkonur (LC-31/6)             | Sojuz MS-22                                                       | Statek załogowy do Międzynarodowej Stacji Kosmicznej.                                                    |
| 24 września 2022, 22:25:30     | Delta IV Heavy        | Vandenberg (SLC-6)             | USA 338                                                           | Satelita rozpoznania optycznego KH-11 19 (misja NROL-91).                                                |
| 24 września 2022, 22:55        | Kuaizhou-1A           | Taiyuan                        | Shiyan-14, Shiyan-15                                              | Satelita technologiczny i satelita teledetekcyjny.                                                       |
| 24 września 2022, 23:32:10     | Falcon 9 Block 5      | Cape Canaveral (SLC-40)        | Starlink v1.5 4-35                                                | 52 satelity telekomunikacyjne Starlink.                                                                  |
| 26 września 2022, 13:38        | Chang Zheng 2D        | Xichang (LC-3)                 | Yaogan 36-01A, B, C                                               | Trzy satelity zwiadu elektronicznego.                                                                    |
| 26 września 2022, 23:50        | Chang Zheng 6         | Taiyuan (LC-16)                | Shiyan 16A, 16B, 17                                               | Trzy satelity technologiczne.                                                                            |
| 1 października 2022, 07:01     | Firefly Alpha         | Vandenberg (SLC-2W)            | 8 ładunków                                                        | Start częściowo udany, orbita niższa od planowanej.                                                      |
| 4 października 2022, 21:36:00  | Atlas V 531           | Cape Canaveral (SLC-41)        | SES-20, SES-21                                                    | Dwa satelity telekomunikacyjne na orbicie geostacjonarnej.                                               |
| 5 października 2022, 16:00:57  | Falcon 9 Block 5      | KSC (LC-39A)                   | SpaceX Crew-5                                                     | Statek załogowy do Międzynarodowej Stacji Kosmicznej.                                                    |
| 5 października 2022, 23:10     | Falcon 9 Block 5      | Vandenberg (SLC-4E)            | Starlink v1.5 4-29                                                | 52 satelity telekomunikacyjne Starlink.                                                                  |
| 7 października 2022, 13:10:28  | Chang Zheng 11H       | Morze Żółte (De Fu 15002)      | Weili Kongjian S5, S6                                             | Start z barki morskiej. Dwa satelity nawigacyjne.                                                        |
| 7 października 2022, 17:09:21  | Electron              | Māhia (LC-1B)                  | GAzelle                                                           | Satelita technologiczny.                                                                                 |
| 8 października 2022, 23:05:00  | Falcon 9 Block 5      | Cape Canaveral (SLC-40)        | Galaxy 33, Galaxy 34                                              | Dwa satelity telekomunikacyjne na orbicie geostacjonarnej.                                               |
| 8 października 2022, 23:43     | Chang Zheng 2D        | Jiuquan (LC43/94)              | Kuafu-1                                                           | Satelita astronomiczny do obserwacji Słońca.                                                             |
| 10 października 2022, 02:52:32 | Sojuz 2.1b/Fregat     | Plesieck (LC-43/4)             | Kosmos 2559                                                       | Satelita nawigacyjny Głonass-K No. 17Ł.                                                                  |
| 12 października 2022, 00:50:43 | Epsilon               | Uchinoura (LP-M)               | 8 satelitów                                                       | Awaria drugiego stopnia rakiety. 8 mikrosatelitów.                                                       |
| 12 października 2022, 15:00:00 | Proton-M/DM-03        | Bajkonur (LC-81/24)            | Angosat 2                                                         | Satelita telekomunikacyjny na orbicie geostacjonarnej.                                                   |
| 12 października 2022, 22:53    | Chang Zheng 2C        | Taiyuan (LC-9)                 | Huanjing-2-05                                                     | Satelita radarowy.                                                                                       |
| 14 października 2022, 19:12    | Chang Zheng 2D        | Xichang (LC-3)                 | Yaogan 36-02A, B, C                                               | Trzy satelity zwiadu elektronicznego.                                                                    |
| 15 października 2022, 05:22    | Falcon 9 Block 5      | Cape Canaveral (SLC-40)        | Hotbird 13F                                                       | Satelita telekomunikacyjny na orbicie geostacjonarnej.                                                   |
| 15 października 2022, 19:55:15 | Angara-1.2            | Plesieck (LC-35/1)             | Kosmos-2560                                                       | Wojskowy satelita teledetekcyjny EMKA No. 3.                                                             |
| 20 października 2022, 14:50:40 | Falcon 9 Block 5      | Cape Canaveral (SLC-40)        | Starlink v1.5 4-36                                                | 54 satelity telekomunikacyjne Starlink.                                                                  |
| 21 października 2022, 19:20:15 | Sojuz 2.1w/Wołga      | Plesieck (LC-43/4)             | Kosmos-2561, 2562                                                 | Dwa wojskowe satelity inspekcyjne?                                                                       |
| 22 października 2022, 18:37:40 | LVM3                  | Satish Dhawan (SLP)            | OneWeb L14                                                        | 36 satelitów telekomunikacyjnych OneWeb.                                                                 |
| 22 października 2022, 19:57:09 | Sojuz-2.1b/Fregat     | Wostocznyj (LC-1S)             | Goniec M 33, 34, 35, Skif-D                                       | 4 satelity telekomunikacyjne.                                                                            |
| 26 października 2022, 00:20:09 | Sojuz 2.1a            | Bajkonur (LC-31/6)             | Progress MS-21                                                    | Statek transportowy do Międzynarodowej Stacji Kosmicznej.                                                |
| 28 października 2022, 01:14:10 | Falcon 9 Block 5      | Vandenberg (SLC-4E)            | Starlink v1.5 4-31                                                | 53 satelity telekomunikacyjne Starlink.                                                                  |
| 29 października 2022, 01:01    | Chang Zheng 2D        | Jiuquan (LC43/94)              | Shiyan-20C                                                        | Tajny satelita technologiczny?                                                                           |
| 31 października 2022, 07:37:23 | Chang Zheng 5B        | Wenchang (LC-101)              | Mengtian                                                          | Moduł naukowy do stacji kosmicznej Tiangong.                                                             |
| 1 listopada 2022, 13:41        | Falcon Heavy          | KSC (LC-39A)                   | USA-339, LDPE 2, Tetra 1                                          | Misja wojskowa USSF-44 z satelitami na orbitę geostacjonarną.                                            |
| 2 listopada 2022, 06:47:48     | Sojuz 2.1b/Fregat     | Plesieck                       | Kosmos 2563                                                       | Satelita wczesnego ostrzegania Tundra 16Ł.                                                               |
| 3 listopada 2022, 05:22        | Falcon 9 Block 5      | Cape Canaveral (SLC-40)        | Hotbird 13G                                                       | Satelita telekomunikacyjny na orbicie geostacjonarnej.                                                   |
| 4 listopada 2022, 17:27:14     | Electron              | Māhia (LC-1B)                  | MATS                                                              | Satelita naukowy do obserwacji atmosfery.                                                                |
| 5 listopada 2022, 11:50        | Chang Zheng 3B/G2     | Xichang (LC-2)                 | Zhongxing-19                                                      | Satelita telekomunikacyjny na orbicie geostacjonarnej.                                                   |
| 7 listopada 2022, 10:32:42     | Antares 230+          | Wallops (LA-0A)                | Cygnus NG-18                                                      | Statek transportowy do Międzynarodowej Stacji Kosmicznej.                                                |
| 10 listopada 2022, 09:49:00    | Atlas V 401           | Vandenberg (SLC-3E)            | JPSS-2 (NOAA-21), LOFTID                                          | Satelita meteorologiczny i test lądowania eksperymentalnej osłony termicznej.                            |
| 11 listopada 2022, 22:52       | Chang Zheng 6A        | Taiyuan (LC-9A)                | Yunhai-3                                                          | Satelita naukowy do obserwacji atmosfery?                                                                |
| 12 listopada 2022, 02:03:12    | Chang Zheng 7         | Wenchang (LC-201)              | Tianzhou 5                                                        | Statek transportowy do stacji kosmicznej Tiangong.                                                       |
| 12 listopada 2022, 16:06       | Falcon 9 Block 5      | Cape Canaveral (SLC-40)        | Galaxy 31, Galaxy 32                                              | Dwa satelity telekomunikacyjne na orbicie geostacjonarnej.                                               |
| 15 listopada 2022, 01:38       | Chang Zheng 4C        | Jiuquan (LC43/94)              | Yaogan 34-03                                                      | Satelita rozpoznania optycznego.                                                                         |
| 16 listopada 2022, 06:20       | Gushenxing-1          | Jiuquan (LC-43/95A)            | Jilin-1 Gaofen-03D-08, 51, ..., 54                                | Pięć satelitów teledetekcyjnych.                                                                         |
| 16 listopada 2022, 06:47:44    | SLS                   | KSC (LC-39B)                   | Artemis I                                                         | Pierwszy start rakiety nośnej Space Launch System. Bezzałogowy test statku Orion i 10 sond typu CubeSat. |
| 23 listopada 2022, 02:57       | Falcon 9 Block 5      | Cape Canaveral (SLC-40)        | Eutelsat 10B                                                      | Satelita telekomunikacyjny na orbicie geostacjonarnej.                                                   |
| 26 listopada 2022, 06:26       | PSLV–XL               | Satish Dhawan (SFLP)           | 9 satelitów                                                       | Satelita teledetekcyjny Oceansat 3 i 8 mikrosatelitów.                                                   |
| 26 listopada 2022, 19:20:43    | Falcon 9 Block 5      | KSC (LC-39A)                   | SpaceX CRS-26                                                     | Statek transportowy do Międzynarodowej Stacji Kosmicznej.                                                |
| 27 listopada 2022, 12:23       | Chang Zheng 2D        | Xichang (LC-3)                 | Yaogan 36-03A, B, C                                               | Trzy satelity zwiadu elektronicznego.                                                                    |
| 28 listopada 2022, 15:13:50    | Sojuz 2.1b/Fregat     | Plesieck (LC-43/3)             | Kosmos-2564                                                       | Satelita nawigacyjny Głonass-M No. 761.                                                                  |
| 29 listopada 2022, 15:08:17    | Chang Zheng 2F        | Jiuquan (LC-43/91)             | Shenzhou 15                                                       | Statek załogowy do stacji kosmicznej Tiangong.                                                           |
| 30 listopada 2022, 21:10       | Sojuz 2.1b            | Plesieck (LC-43/4)             | Kosmos-2565                                                       | Satelita zwiadu elektronicznego Lotos-S1 No. 6                                                           |
| 7 grudnia 2022, 01:15          | Kuaizhou-11           | Jiuquan (LP-43/95B)            | Xingyun Jiaotong VDES Shiyan                                      | Satelita telekomunikacyjny.                                                                              |
| 8 grudnia 2022, 18:31          | Chang Zheng 2D        | Taiyuan (LC-9)                 | Gaofen-5 01A                                                      | Satelita teledetekcyjny.                                                                                 |
| 8 grudnia 2022, 22:27:48       | Falcon 9 Block 5      | KSC (LC-39A)                   | OneWeb L15                                                        | 40 satelitów telekomunikacyjnych OneWeb.                                                                 |
| 9 grudnia 2022, 06:35          | Jielong-3             | Morze Żółte (Tai Rui)          | 14 satelitów                                                      | Pierwszy start nowego typu rakiety nośnej. Start z barki morskiej. 14 mikrosatelitów.                    |
| 11 grudnia 2022, 07:38:13      | Falcon 9 Block 5      | Cape Canaveral (SLC-40)        | Hakuto-R M1, Lunar Flashlight                                     | Lądownik księżycowy i sonda typu CubeSat na orbitę wokółksiężycową.                                      |
| 12 grudnia 2022, 08:22         | Chang Zheng 4C        | Jiuquan (LC-43/94)             | Shiyan-20A, Shiyan-20B                                            | Tajne satelity technologiczne.                                                                           |
| 13 grudnia 2022, 20:30         | Ariane 5ECA+          | Kourou (ELA-3)                 | Galaxy 35, Galaxy 36, MTG-I 1 (Meteosat 12)                       | Dwa satelity telekomunikacyjne i satelita meteorologiczny na orbicie geostacjonarnej.                    |
| 14 grudnia 2022, 08:30:25      | Zhuque-2              | Jiuquan (LC-43/96)             | 14 satelitów                                                      | Pierwszy start nowego typu rakiety nośnej. Awaria drugiego stopnia.                                      |
| 14 grudnia 2022, 18:25         | Chang Zheng 2D        | Xichang (LC-3)                 | Yaogan 36-04A, B, C                                               | Trzy satelity zwiadu elektronicznego.                                                                    |
| 16 grudnia 2022, 06:17         | Chang Zheng 11        | Xichang (LC-4)                 | Shiyan-21                                                         | Tajny satelita.                                                                                          |
| 16 grudnia 2022, 11:46:47      | Falcon 9 Block 5      | Vandenberg (SLC-4E)            | SWOT                                                              | Satelita klimatologiczny.                                                                                |
| 16 grudnia 2022, 22:48         | Falcon 9 Block 5      | Cape Canaveral (SLC-40)        | O3b mPOWER 1, O3b mPOWER 2                                        | Dwa satelity telekomunikacyjne.                                                                          |
| 17 grudnia 2022, 21:32:30      | Falcon 9 Block 5      | KSC (LC-39A)                   | Starlink v1.5 4-37                                                | 54 satelity telekomunikacyjne Starlink.                                                                  |
| 21 grudnia 2022, 01:47         | Vega-C                | Kourou (ELV)                   | Pleiades Neo 5, Pleiades Neo 6                                    | Awaria drugiego stopnia rakiety.                                                                         |
| 27 grudnia 2022, 07:37         | Chang Zheng 4B        | Taiyuan (LC-9)                 | Gaofen 11-04                                                      | Wojskowy satelita teledetekcyjny.                                                                        |
| 28 grudnia 2022, 09:34:00      | Falcon 9 Block 5      | Cape Canaveral (SLC-40)        | Starlink v1.5 5-1                                                 | 54 satelity telekomunikacyjne Starlink.                                                                  |
| 29 grudnia 2022, 04:43         | Chang Zheng 3B/G2     | Xichang (LC-2)                 | Shiyan 10-02                                                      | Satelita technologiczny?                                                                                 |
| 30 grudnia 2022, 07:38         | Falcon 9 Block 5      | Vandenberg (SLC-4E)            | EROS C3-1                                                         | Satelita teledetekcyjny.                                                                                 |